# Palestinian Airlines
La Palestinian Airlines (in arabo الخطوط الفلسطينية‎?, al-Khuṭūṭ al-Filasṭīnīyah) è la principale compagnia aerea palestinese, attualmente non operativa.

## Storia
Fu creata nel 1995 e iniziò le sue attività nel 1997, con sede presso l'Aeroporto Internazionale Yasser Arafat di Rafah. Dopo la distruzione delle piste dell'aeroporto sotto i bombardamenti delle forze israeliane del dicembre 2001, la sede della compagnia fu trasferita nell'Aeroporto Internazionale di al-Arish, nel Sinai egiziano, l'aeroporto più vicino alla striscia di Gaza, da dove partivano voli per la Giordania e l'Arabia Saudita. 
Dal 2017 la compagnia risultava quasi inattiva, con due soli aerei operativi affidati in wet lease alla Niger Airlines. Alla fine di dicembre 2020 il ministero dei trasporti dell'Autorità Nazionale Palestinese ha annunciato l'intenzione di vendere i rimanenti due aerei Fokker 50 e di cessare le attività della compagnia.
La Palestinian Airlines è membro della Arab Air Carriers Organization.

## Flotta
Alla data di marzo 2008 la flotta della Palestinian Airlines risultava così composta: